# Джоузеф Хукър
Джоузеф Хукър (на английски: Joseph Hooker,13 ноември 1814 – 31 октомври 1879) е офицер от кариерата от Армията на Съединените щати, който се бие в Мексиканско-американската война и като генерал-майор в армията на Съюза по време на Американската гражданска война.
Въпреки че служи през цялата война, обикновено с отличие, Хукър се помни най-вече с поражението от Конфедеративния генерал Робърт Лий в битката при Чансълърсвил през 1863 г. Той става известен като „Fighting Joe“ („Бойният Джо“) по време на Гражданската война поради чиновническа грешка, но прякорът си остава.